# Diego Innico Caracciolo di Martina
Diego Innico Caracciolo di Martina, italijanski rimskokatoliški duhovnik, škof in kardinal, * 18. julij 1759, Martina Franca, † 24. januar 1820.

## Življenjepis
11. avgusta 1800 je bil povzdignjen v kardinala in imenovan za kardinal-duhovnika S. Agostino.
26. septembra 1814 je bil imenovan za škofa Palestrine; škofovsko posvečenje je prejel 6. novembra istega leta.